# Rodrigo Bruno Zanin
Rodrigo Bruno Zanin (Presidente Prudente, 29 de dezembro de 1975) é uma matemático, pesquisador e professor universitário brasileiro.
Zanin é graduado em Matemática pela Universidade Estadual Paulista Júlio de Mesquita Filho (Unesp), possui mestrado e doutorado em Ciências Cartográficas na área de Computação de Imagens.
Ele tem histórico de atuação na área de matemática, com ênfase em matemática aplicada, trabalhando especialmente com equações diferencias aplicadas a análise de imagens nas subáreas de visão computacional e processamento digital de imagem, com aplicações em geoprocessamento e geotecnologias.
Em agosto de 2018, Zanin concorreu as eleições para reitor da Universidade do Estado de Mato Grosso (Unemat) e foi eleito para o início do mandado em janeiro de 2019. Ele faz parte, como pesquisador permanente, dos Grupos de Pesquisa em Análise de Imagens Digitais (GPAID), Investigações em Matemática Aplicada e Geociências (IMAGE) e Tecnologias na Engenharia Civil. Anteriormente, Zanin já havia desempenhado a função de diretor político-pedagógico e financeiro do Câmpus Universitário de Sinop nos anos de 2009 a 2014. No dia 13 de dezembro de 2023, Zanin teve sua foto afixada na galeria dos ex-dirigentes da Universidade.
Após deixar a reitoria da Unemat, ele exerceu a função de secretário adjunto de Desenvolvimento Científico, Tecnológico e Inovação da Secretaria de Ciência, Tecnologia e Inovação do Estado de Mato Grosso (Seciteci). Em fevereiro de 2023, realizou missão internacional visitando instituições educacionais europeias de Porto, em Portugal e Oslo, na Noruega.